# Czistopolje (rejon oziorski)
Czistopolje (ros. Чистополье) – osiedle w Rosji, w obwodzie królewieckim, w rejonie oziorskim. W 2010 liczyło 406 mieszkańców.